# Plautus
Plautus was een Romeins cognomen dat 'platvoet' betekent. Plinius plaatst het bij de cognomina Pansa, Plancus, Scaurus, die alle betrekking hebben op de voeten van de persoon in kwestie (Plin, H. N. XI 45. s. 105.).
Bekende dragers van dit cognomen zijn:
- Titus Maccius Plautus, succesvol Latijns blijspeldichter (vóór 250 – 184 v.Chr.)
- Rubellius Plautus, Romeins aristocraat († 62 na Chr.)